# Paul Dion
Paul Dion est un acteur québécois, né en 1951. Il est principalement connu pour son interprétation d'Yvon Lavoie dans le téléroman Le Temps d'une paix.

## Filmographie

### Acteur

#### Cinéma
- 1976 : Parlez-nous d'amour
- 1980 : L'homme à tout faire : Coquel'oeil
- 1980 : Le Château de cartes : Poppickle
- 1990 : Pas de répit pour Mélanie : Père de Louis
- 1992 : La sarrasine : Isidore Duchesne
- 1993 : Le Sexe des étoiles : L'homme du bar
- 1995 : Liste noire : Gérard Castonguay
- 1997 : La Conciergerie : Édouard Rossi
- 1999 : Le Dernier Souffle : Policier
- 2000 : Hochelaga : Popeye
- 2000 : La Vie après l'amour : Gardien de prison
- 2000 : Les Muses orphelines
- 2002 : Histoire de Pen : L'Fantôme
- 2006 : A Family Secret : Ernest 45-50 ans
- 2008 : Transit : André
- 2011 : BumRush : Victor
- 2011 : La Run : Michel
- 2016 : Burn Out or The Voluntary Servitude

#### Courts-métrages
- 1990 : Vacheries
- 1994 : La malédiction
- 2007 : Code 13
- 2010 : La trappe

#### Télévision

##### Séries télévisées
- 1977 : Faut le faire : Serge Tougas (1977-1979)
- 1978 : Duplessis : Spectateur
- 1978 : Race de monde : Jean-Marc Veilleux (1978)
- 1978 : Terre humaine : Gérald Morency
- 1980 : Frédéric : Un déménageur
- 1980 : Les Brillant : René Garand
- 1980-1985 : Le Temps d'une paix : Yvon Lavoie
- 1987 : Un homme au foyer : Charles Arcand
- 1988-1994 : Avec un grand A : Jacques / Paul Dupire
- 1989 : Lance et compte III : Sergent Gilbert Lavoie
- 1990 : Cormoran : Abbé Laverdure
- 1990 : La Misère des riches : Patron Lyne
- 1990 : Les filles de Caleb : Elzéar Veillette
- 1992-1993 : Scoop : Capitaine Chouinard
- 1994 : Jalna
- 1995 : Les grands procès : Magloire Caron
- 1996 : Les héritiers Duval : Policier
- 1997 : Lobby : Larry Michaud
- 1998 : KM/H : Raymond
- 1999 : Cornemuse : Grand-Papou
- 2000 : Willie : Patron hotel 1952
- 2005 : Caméra café : Inspecteur Guillaume Bombardier
- 2008 : Providence : Maurice Marchand
- 2010 : C.A. : M. Duquette père de Yannick / Madame Duquette père de Yannick
- 2010 : Musée Eden : Bourreau Redman
- 2014 : Les pêcheurs : Père de Peter

##### Téléfilms
- 1980 : Aéroport: Jeux du hasard : Un policier
- 1991 : Mortelle amnésie
- 1991 : The Final Heist

## Théâtre

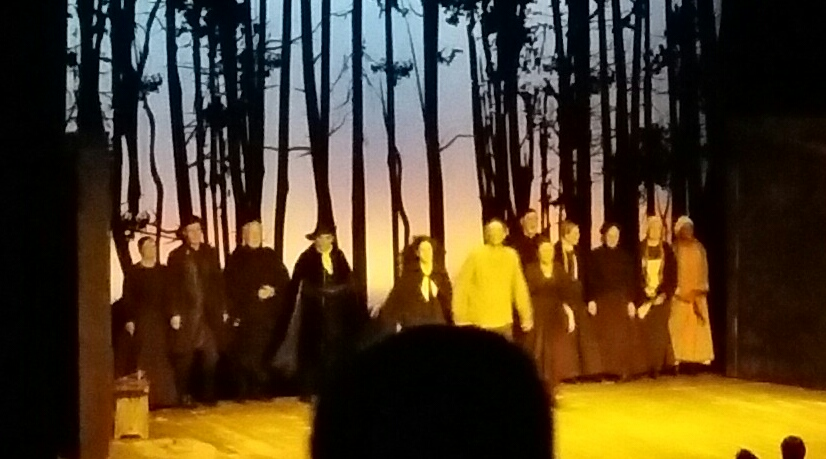
Les acteurs et actrices de Les sorcières de Salem (avec Paul Dion) dans la salle André-Mathieu à Laval.

- 1986 : Waiter
- 2010 : Les Palmes de M. Shultz
- 2012 : Des souris et des hommes